# Kakteen und andere Sukkulenten
Kakteen und andere Sukkulenten (en français : Cactus et autres succulentes) est une revue mensuelle de botanique consacrée aux plantes succulentes et aux cactus éditée en Allemagne à Berlin dont l'abréviation est KuaS. Elle est publiée par la Deutsche Kakteen-Gesellschaft (Société allemande des cactus, DKG), la Schweizerische Kakteen-Gesellschaft (Société suisse des cactus, SKG) et la Gesellschaft Österreichischer Kakteenfreunde (Société autrichienne des amateurs de cactus, GÖK). Avec 7 500 exemplaires en moyenne, c'est la publication la plus importante du monde en la matière. Chaque numéro comprend entre 24 et 36 pages. Elle étudie la distribution, l'habitat, l'environnement des espèces, recense les nouvelles espèces et publie les descriptions et la systématique concernant les cactus et les succulentes, ainsi que leurs modes de vie et de reproduction et leur taxonomie, avec des conseils de culture.

## Historique
Un périodique mensuel consacré aux cactus est publié de mars 1891 à mars 1892 par le Dr Paul Arendt, puis la maison d'édition Berliner Verlag de Bodo Grundmann reprend son édition en juin 1892. Karl Schumann prend la responsabilité de sa rédaction à partir de septembre 1892. Après la fondation, en décembre 1892, de la Société des amateurs de cactus (devenue en 1898 la Société allemande des cactus), la revue devient un organe de cette société savante.
Après la Seconde Guerre mondiale, elle renaît en octobre 1949 avec son titre actuel. Les Sociétés suisse et autrichienne se joignent comme organes de publication en 1957.

## Source
- (de) Cet article est partiellement ou en totalité issu de l’article de Wikipédia en allemand intitulé « Kakteen und andere Sukkulenten » (voir la liste des auteurs).